# Tedinia
Tedinia is een monotypisch geslacht van tweekleppigen uit de  familie van de Anomiidae.

## Soort
- Tedinia pernoides Gray, 1853